# Brama pauciradiata
Brama pauciradiata es una especie de peces de la familia Bramidae en el orden de los Perciformes.

## Morfología
• Los machos pueden llegar alcanzar los ,2 cm de longitud total.

## Distribución geográfica
Se encuentra en Australia y en el Mar del Coral.